# Рижское хореографическое училище
Рижское хореографическое училище (латыш. Rīgas horeogrāfijas vidusskola) — государственное образовательное учреждение (дневной формы обучения) с присвоением квалификации «Артист балета» по окончании.

## История

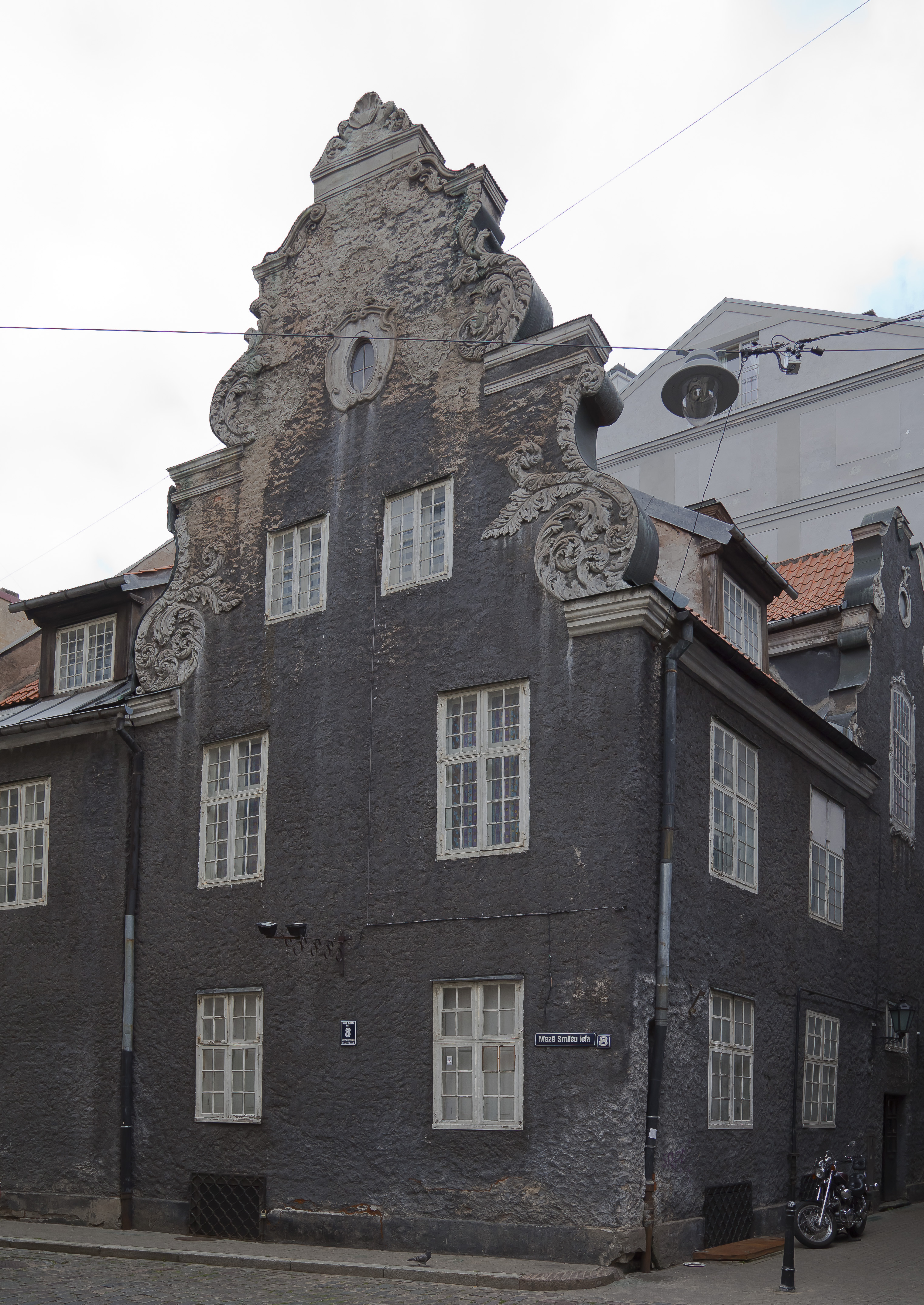
Улица Маза Смилшу, 8. Первое здание училища

Было основано в 1932 году как балетная школа Латвийской Национальной оперы. С 1944 года — балетная студия Государственного театра оперы и балета Латвийской ССР, нынешнее название используется с 1948 года.
Первоначально занятия проходили в помещениях театра, в д. 8 на улице Маза Смилшу и на ул. Марсталю. В 1973 году построено специальное здание с концертным залом по адресу ул. Калнциема, 10/12.
Училище принимает детей после четвёртого класса начальной школы, обучение длится 8 лет. Помимо общеобразовательных предметов ученики занимаются по специальной программе, которая включает классический танец, классический дуэт, характерный танец, танец модерн, искусство грима, актёрское искусство, сценическую профессиональную практику. Кроме того изучают исторические танцы, латышские народные и сценические танцы, джазовые танцы, балет модерн, ритмопластику, фехтование, историю балета и театра.
В 2003/2004 учебном году в школе было 124 ученика, поделённых на 16 групп и 38 педагогов. На сегодняшний день среднее количество учащихся составляет 100—120 человек.
Руководителями училища были: Р. Озолиньш (1948—1958), О. Айнаре (1958—1964), А. Лембергс (1964—1968), Т. Витиня (1968—1978). С 1978 года директором и художественным руководителем Рижского хореографического училища был Харальд Ритенбергс.
Учащиеся регулярно принимают участие в постановках Латвийской национальной оперы. Деловые партнёры училища: Американская балетная академия, Балетная школа Владимира Гелвана в Берлине, хореографическое отделение Энсхедеской консерватории в Нидерландах.

### Известные воспитанники
- Михаил Барышников (в 1964 году перевёлся в Ленинградское хореографическое училище);
- Лелде Викмане;
- Андрис Витиньш (1967);
- Александр Годунов (1967);
- Марк Гурман (1958);
- Улдис Жагата (1948);
- Марис Лиепа (1952);
- Джон Марковский (1961);
- Регина Разума (1968);
- Харалдс Ритенбергс (1952);
- Александр Румянцев (1972);
- Лариса Туисова (1966);
- Артур Экис (1952).

### Известные преподаватели
- Харийс Плуцис;
- Валентин Блинов;
- Харальд Ритенбергс.